# Grauer Körper
Ein grauer Körper im Sinne der Strahlungsphysik ist ein Körper, dessen Oberfläche auftreffende Strahlung nicht vollständig absorbiert und dementsprechend auch nicht bei einer gegebenen Temperatur die maximale Strahlung (Schwarzkörperstrahlung) emittiert (siehe plancksches Strahlungsgesetz). Er hat jedoch einen wellenlängenunabhängigen Emissions- bzw. Absorptionsgrad – er erscheint „grau“, wobei sich die fehlende „Farbe“ nicht auf den sichtbaren, sondern auf den für die Messung relevanten Bereich des Spektrums bezieht.
Aufgrund des wienschen Verschiebungsgesetzes führt ein wellenlängenabhängiger spektraler Emissionsgrad zu einem temperaturabhängigen Gesamt-Emissionsgrad. Bei vielen Materialien und in großen Temperaturbereichen ist die Temperaturabhängigkeit von {\displaystyle \varepsilon _{T}} jedoch so gering, dass man sie vernachlässigen kann.
Aber es gibt auch Ausnahmen: bei Metalloberflächen wirkt sich die Änderung der Spektralverteilung bei tiefen Temperaturen so aus, dass das {\displaystyle \varepsilon _{T}} fast temperaturproportional ist. Dadurch ist die Abstrahlung nicht nur proportional zu {\displaystyle T^{4}}, sondern fast proportional zu {\displaystyle T^{5}}.
Der Zahlenwert, wie „grau“ die Oberfläche ist, wird durch den Absorptionskoeffizienten ausgedrückt – in dem entsprechenden Zusammenhang auch als Emissionskoeffizient {\displaystyle \varepsilon } bezeichnet:
{\displaystyle 0<\varepsilon <1}
ohne dass die idealen Werte erreicht werden können:
- {\displaystyle \varepsilon =0} wäre ein idealer weißer Körper
- {\displaystyle \varepsilon =1} wäre der ideale schwarze Körper.

In der Realität (und damit abweichend von grauen Körpern) hängt {\displaystyle \varepsilon } meist ab von der Wellenlänge {\displaystyle \lambda } bzw. der Frequenz {\displaystyle \nu } der Strahlung:
{\displaystyle \varepsilon _{\lambda }:=\varepsilon (\lambda )}
{\displaystyle \varepsilon _{\nu }:=\varepsilon (\nu )}
Dadurch wird aus dem {\displaystyle T^{4}}-Gesetz beim schwarzen Körper
{\displaystyle M^{o}=\sigma \cdot T^{4}} wegen {\displaystyle I(\nu )\cdot \mathrm {d} \nu \cdot \mathrm {d} \Omega ={\frac {2\cdot h\cdot \nu ^{3}}{c^{2}}}{\frac {1}{e^{\left({\frac {h\cdot \nu }{k\cdot T}}\right)}-1}}\mathrm {d} \nu \cdot \mathrm {d} \Omega }
für den grauen Körper (reale Oberflächen):
{\displaystyle M_{\varepsilon _{T}}^{o}=\varepsilon _{T}\cdot \sigma \cdot T^{4}} wegen {\displaystyle I_{\varepsilon _{\nu }}(\nu )\cdot \mathrm {d} \nu \cdot \mathrm {d} \Omega =\varepsilon _{\nu }{\frac {2\cdot h\cdot \nu ^{3}}{c^{2}}}{\frac {1}{e^{\left({\frac {h\cdot \nu }{k\cdot T}}\right)}-1}}\mathrm {d} \nu \cdot \mathrm {d} \Omega }
Dabei entspricht {\displaystyle \varepsilon _{T}} den gewichteten Mitteln von {\displaystyle \varepsilon _{\nu }} bzw. {\displaystyle \varepsilon _{\lambda }}, die gleich groß sind:
{\displaystyle \varepsilon _{T}={\frac {\int \int \limits _{0}^{\infty }\varepsilon _{\nu }\cdot I(\nu )\cdot \mathrm {d} \nu \cdot \mathrm {d} \Omega }{\int \int \limits _{0}^{\infty }I(\nu )\cdot \mathrm {d} \nu \cdot \mathrm {d} \Omega }}={\frac {\int \int \limits _{0}^{\infty }\varepsilon _{\lambda }\cdot I(\lambda )\cdot \mathrm {d} \lambda \cdot \mathrm {d} \Omega }{\int \int \limits _{0}^{\infty }I(\lambda )\cdot \mathrm {d} \lambda \cdot \mathrm {d} \Omega }}}